# Fontaine-le-Sec
Fontaine-le-Sec is een gemeente in het Franse departement Somme (regio Hauts-de-France) en telt 129 inwoners (2005). De plaats maakt deel uit van het arrondissement Amiens.

## Geografie
De oppervlakte van Fontaine-le-Sec bedraagt 7,5 km², de bevolkingsdichtheid is 17,2 inwoners per km².
De onderstaande kaart toont de ligging van Fontaine-le-Sec met de belangrijkste infrastructuur en aangrenzende gemeenten.

## Demografie
Onderstaande figuur toont het verloop van het inwonertal (bron: INSEE-tellingen).